# Liste der Bodendenkmäler in Offingen
Auf dieser Seite sind die Bodendenkmäler in dem schwäbischen Markt Offingen zusammengestellt. Diese Tabelle ist eine Teilliste der Liste der Bodendenkmäler in Bayern. Grundlage ist die Bayerische Denkmalliste, die auf Basis des Bayerischen Denkmalschutzgesetzes vom 1. Oktober 1973 erstmals erstellt wurde und seither durch das Bayerische Landesamt für Denkmalpflege geführt wird. Die folgenden Angaben ersetzen nicht die rechtsverbindliche Auskunft der Denkmalschutzbehörde.

## Bodendenkmäler der Gemeinde

### Bodendenkmäler in der Gemarkung Offingen
| Lage                                        | Objekt | Akten-Nr.     | Bild |
| ------------------------------------------- | --- | ------------- | ---- |
| Offingen (Standort)                         | Grabhügel der Bronzezeit und Hallstattzeit. | D-7-7527-0119 |      |
| Offingen (Standort)                         | Burgstall des Mittelalters und abgegangenes frühneuzeitliches Schloss.                                                                                               | D-7-7528-0024 |      |
| Offingen (Standort)                         | Abschnittsbefestigung vor- und frühgeschichtlicher Zeitstellung. | D-7-7528-0025 |      |
| Offingen (Standort)                         | Siedlung des Alt- und Mittelneolithikums. | D-7-7528-0027 |      |
| Offingen (Standort)                         | Siedlung vor- und frühgeschichtlicher Zeitstellung. | D-7-7528-0028 |      |
| Offingen (Standort)                         | Siedlung vor- und frühgeschichtlicher Zeitstellung. | D-7-7528-0029 |      |
| Offingen (Standort)                         | Siedlung des Jung- und Endneolithikums sowie der Bronzezeit und Urnenfelderzeit; Körpergräber der Glockenbecherkultur und vor- und frühgeschichtlicher Zeitstellung. | D-7-7528-0030 |      |
| Offingen (Standort)                         | Siedlung der Bandkeramik. | D-7-7528-0031 |      |
| Offingen (Standort)                         | Siedlung der Urnenfelderzeit. | D-7-7528-0032 |      |
| Offingen (Standort)                         | Straße der römischen Kaiserzeit. | D-7-7528-0136 |      |
| Offingen Pfarrer-Miller-Straße 7 (Standort) | Mittelalterliche Vorgängerbauten der Katholischen Pfarrkirche St. Georg.                                                                                             | D-7-7528-0138 |      |
| Offingen (Standort)                         | Straße der römischen Kaiserzeit. | D-7-7528-0143 |      |
| Offingen (Standort)                         | Siedlung des Alt- und Mittelneolithikums. | D-7-7528-0146 |      |

### Bodendenkmäler in der Gemarkung Rettenbach
| Lage                  | Objekt                                                                                                  | Akten-Nr.     | Bild |
| --------------------- | --- | ------------- | ---- |
| Rettenbach (Standort) | Siedlung der Hallstattzeit und der römischen Kaiserzeit. Siehe auch: Hallstattzeit, Römische Kaiserzeit | D-7-7528-0043 |      |

### Bodendenkmäler in der Gemarkung Schnuttenbach
| Lage                                   | Objekt | Akten-Nr.     | Bild |
| -------------------------------------- | --- | ------------- | ---- |
| Schnuttenbach (Standort)               | Siedlung der römischen Kaiserzeit.                                                                                      | D-7-7528-0065 |      |
| Schnuttenbach Dorfstraße 22 (Standort) | Mittelalterliche und frühneuzeitliche Befunde im Bereich der Katholischen Kapelle St. Ursula. Siehe auch: Schnuttenbach | D-7-7528-0141 |      |